# گوشه‌گیر شکم‌روشن
گوشه‌گیر شکم‌روشن (نام علمی: Phaethornis anthophilus) نام یک گونه از سرده گوشه‌گیرمرغ‌ها است.